# Laraesima albosignata
Laraesima albosignata är en skalbaggsart som först beskrevs av Bates 1885.  Laraesima albosignata ingår i släktet Laraesima och familjen långhorningar.
Artens utbredningsområde är Guatemala. Inga underarter finns listade i Catalogue of Life.